# Jazz Mistake
Jazz Mistake byla česká jazzová hudební skupina působící v letech 2003 až 2011.
Skupina vznikla na podzim 2003 a svůj první koncert odehrála jako předkapela Laca Décziho a Celully New York. Plzeňská skupina vystupovala především na české klubové scéně, jazzových festivalech a v několika zahraničních jazzových klubech. Repertoár byly výhradně vlastní kompozice blízké modernímu jazzu a fusion, v nichž se užívaly liché rytmy, neobvyklé harmonické postupy a svérázná melodika, s důrazem na spontánní improvizaci. V repertoáru kromě jazzového mainstreamu byla též latina, funky či jazzrock. Kritika skupinu hodnotila jako čerstvý vítr na české jazzové scéně.

## Sestava
- Václav Greif – altsaxofon
- Tomáš Ibehej, František Nedvěd – piano
- Jan Dolejš – kytara, kompozice
- Ivan Habernal – baskytara
- Břetislav Vaverka, Petr Zeman – bicí

## Diskografie
- Kocour v kuchyni (2007)[3]